# Mas de la Cabrera
Mas de la Cabrera es una aldea del término municipal de Tramacastiel, al sur de la provincia de Teruel (Aragón, España). En 2017 tenía una población de 28 habitantes.

## Geografía
Mas de la Cabrera se sitúa 4 km al sur de Tramacastiel aguas abajo del río Tramacastiel (riachuelo afluente del Guadalaviar por su margen derecha) a 1,5 km de Libros y colinda con la frontera del Rincón de Ademuz (provincia de Valencia).[cita requerida]